# 瞿汝說
瞿汝說（1565年—1623年），字星卿，號達觀，南直隸蘇州府常熟縣五渠里人，明朝政治人物。

## 生平
五歲而孤，寫祭父文，輒跪薦父神主前。由長兄瞿汝稷撫養成人。萬曆二十五年（1597年）丁酉科應天鄉試舉人，二十九年（1601年）辛丑科進士。乞假歸，丁生母殷安人憂歸，除服，三十四年（1606年）授工部營繕司主事，升工部都水司員外郎，出為江西按察司僉事、分巡瑞南，未赴任，三十八年（1610年）調湖廣按察司提學僉事，四十一年（1613年）升廣東布政使司參議，因病未能赴任，歸家養病，建浣溪堂。四十八年（1620年）以臺薦改補江西布政使司右參議、分巡湖西，以子瞿式耜任江西永豐知縣，抗疏不出。天啓三年（1623年）卒，享年五十九歲。以剛正聞名，早年以文會友，與瞿純仁、邵濂、顧雲鴻共同創立拂水文社，後與謝肇淛、葉向高等人交往甚深。

## 著作
著有《皇明臣略纂聞》。

## 家族
文懿公瞿景淳第四子，生母殷氏。嫡母李淑人，生母殷安人。長兄瞿汝稷。
有一子四女：長子瞿式耜，字伯略，萬曆丙辰進士。